# Yahia Abdelli
Pour les articles homonymes, voir Abdelli.
Yahia Abdelli est un boxeur algérien né le 16 septembre 1991 à Ben Allal.

## Carrière
Yahia Abdelli remporte la médaille d'or dans la catégorie des moins de 63 kg aux Jeux méditerranéens d'Oran en 2022 à Oran. Il est également médaillé d'argent dans la catégorie des moins de 63,5 kg aux championnats d'Afrique de boxe amateur 2022 à Maputo.